# Violetta Villas
Violetta Villas (/[invalid input: 'icon']ˈvɪllæs/; tên khai sinh là Czesława Maria Cieślak, 10.6.1938 – 5.12.2011) là một nữ ca sĩ, người viết bài hát, nhà soạn nhạc kiêm nữ diễn viên Ba Lan sinh tại Bỉ.
Giọng của bà có nét đặc biệt là giọng nữ màu sắc (coloratura soprano). Bà có thể chơi được dương cầm, vĩ cầm và trombone. Bà đã có biệt danh là "giọng ca thời đại nguyên tử", "người hát được lục địa ca tụng" (the singing toast of the continent), "một giọng ca như rượu champage Pháp" (a voice like French champagne), "Yma Sumac của Ba Lan".
Villas là ngôi sao hàng đầu của Casino de Paris tại Dunes Hotel & Casino ở Dải Las Vegas từ năm 1966 tới 1971.
Villas nổi tiếng về những cuộc trình diễn nổi bật, đáng chú ý, và vô số các bài hát thành công số một của bà. Trong sự nghiệp ở show business (ngành kinh doanh giải trí), Violetta Villas đã diễn xuất 6 phim, trình diễn vô số show nhạc, và thu âm hầu như 300 bài hát bằng 10 ngôn ngữ, trong đó có tiếng Ba Lan, tiếng Anh, tiếng Pháp, tiếng Đức, tiếng Ý, tiếng Latin, Tiếng Napoli, tiếng Nga, tiếng Tây Ban Nha và tiếng Bồ Đào Nha. Bà cũng là nhà bảo vệ quyền động vật.
Năm 2011 Villas được "Bộ Văn hóa và Di sản quốc gia Cộng hòa Ba Lan" trao Zasłużony Kulturze - Gloria Artis ("Huy chương Công trạng Văn hóa").

## Tiểu sử

### Thời trẻ
Violetta Villas sinh ngày 10.6.1938 tại Liège, Bỉ, là con thứ 3 trong số 4 anh chị em. Bà sống thời niên thiếu ở Bỉ. Cha bà, Boleslaw Cieslak (4.12.1907 – 9.5.1960) là thợ mỏ và trưởng ban nhạc, còn mẹ bà, Jane (26.1.1914 – 17.2.1985) làm việc nội trợ. Năm 1948 bà cùng cha mẹ sang Ba Lan, định cư ở Lewin Kłodzki, nơi bà bắt đầu học âm nhạc, chủ yếu học chơi dương cầm và vĩ cầm.
Năm 1956 Villas bắt đầu học hát đơn ca ở "Trường Cao đẳng Âm nhạc quốc gia" tại Szczecin... Sau đó tiếp tục học nghệ thuật ở Wrocław với giáo sư Gisela Posh. Năm 1959 bà bắt đầu học thanh nhạc cổ điển với giáo sư Eugenia Falkowska ở Warszawa. Tầm giọng 5 quãng tám (octave) và khả năng âm sắc của bà rất đáng kể, xứng đáng có một sự nghiệp opera đầy hứa hẹn, nhưng bà quyết định theo đuổi các loại nhạc đương đại hơn, thích đi lưu diễn và trình diễn thanh nhạc trên sân khấu.

### 1960-1965: Sự nghiệp ban đầu
Năm 1960 Villas bắt đầu hát trên Polskie Radio (đài phát thanh Ba Lan) những bài ca của Wladislaw Szpilman, giám đốc phân ban âm nhạc của đài này. Những ca khúc được truyền thanh đầu tiên của bà là Gdy zakwitną czereśnie và Ja nie mogę tamtej drugiej znieść. Bà thu âm album đầu tiên, "Rendez-vous with Violetta Villas" năm 1962. Bà nhận được giải thưởng đáng chú ý đầu tiên ở "Liên hoan Sopot" năm 1961 và 1962. Năm 1964, 1965 và 1966 bà trình diễn ở National Festival of Polish Song in Opole (Liên hoan quốc gia Ca khúc Ba Lan ở Opole).
Đầu thập niên 1960 Violetta Villas đi lưu diễn ở nhiều nước châu Âu, trong đó có Đức, Bỉ, Thụy Sĩ, Tây Ban Nha, Nga, Tiệp Khắc, Bulgaria, România, cùng ở Hoa Kỳ, Canada và Israel.

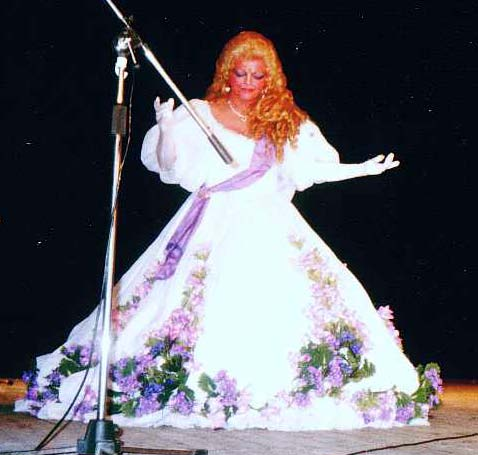
Violetta Villas mặc váy phồng của công ty thời trang Christian Dior S.A..

Năm 1964 tại "Liên hoan quốc gia Ca khúc Ba Lan ở Opole" bà được Bruno Coquatrix tiếp xúc, mời bà sang Pháp trình diễn. Tại "Liên hoan quốc tế Tạp diễn và Music-Halls lần thứ 3 ở Rennes", Villas đã được trao "Giải thưởng lớn quốc tế về biểu diễn" (Grand Prix International d'Interpretation) (bà hát bài Ave Maria). Năm 1965 bà trình diễn ở Nhà hát Fontaine (show Roue de la Chance, đạo diễn - André Chanu). Năm 1966, theo yêu cầu cá nhân của Bruno Cocquatrix, Villas xuất hiện ở Grand Music Hall de Varsovie, chương trình kịch thời sự tại Olympia. Suất diễn ra mắt vào ngày 26.7.1966. Violetta Villas hát trong đó có bài "Ave Maria no Morro" và "Hiroshima Mon Amour". Tại Paris, Frederic Apcar đến tiếp xúc với bà, mời bà sang biểu diễn ở Las Vegas.

### 1966-1971: Las Vegas và Casino de Paris
Tháng 12 năm 1966 Villas là ngôi sao của Casino de Paris ở Dunes Hotel & Casino, nơi bà hát các ca khúc, các operetta và các aria opera bằng 9 ngôn ngữ. Trong chương trình đầu, bà hát các bài Under Paris Skies, Granada, O Sole Mio, Strangers in the Night và Libiamo ne' lieti calici. Violetta Villas đã hát song ca với Frank Sinatra, Paul Anka, Barbra Streisand, Charles Aznavour, Sammy Davis, Jr., Eartha Kitt, Dean Martin.
Người tạo mẫu cá nhân cho bà là Patrick Valette, một người Pháp làm việc ở công ty thời trang Dior. Bà sống trong một biệt thự có hồ bơi riêng. Trong cuối thập niên 1960 Villas đã ghi âm 20 ca khúc cho Truyền hình Hoa Kỳ và Capitol Records. Tháng 3 năm 1968 bà bắt đầu đóng phim thử cho hãng MGM, và sau đó đã ký một hợp đồng đóng phim. Bà đã diễn xuất ttrong các phim như: phim ca nhạc "Paint your wagon" với Lee Marvin và phim cao bồi miền Tây "Heaven with a gun" với Glenn Ford.

### 1971-1987: Cô lập và tái ngộ lớn
Villas được mời ký một hợp đồng 8 năm nhiều ưu đãi với hãng Paramount Pictures nhưng bà đành từ chối vì mẹ của bà bị bệnh muốn thấy bà trở về Ba Lan. Sau đó vào thập niên 1970 Violetta Villas đã trở về Ba Lan thăm người mẹ sắp qua đời của mình. Nhà cầm quyền chế độ Cộng sản Ba Lan đã tịch thu hộ chiếu của bà, nên bà bị buộc phải ở lại Ba Lan hơn một thập kỷ. Tuy nhiên, bà không hoàn toàn bị cấm xuất hiện trên phương tiện truyền thông, nên đã có thể theo đuổi sự nghiệp ca hát ở địa phương. Năm 1985, bà đã có cuộc tái ngộ lớn, chỉ vài năm sau khi tình trạng thiết quân luật chấm dứt. Vé xem các cuộc biểu diễn của bà đã bán hết ngay cả nhiều tuần lễ trước. Nhà cầm quyền trả lại hộ chiếu cho bà, và bà lại tiếp tục sự nghiệp quốc tế của mình. Sau đó bà đi lưu diễn ở Hoa Kỳ và Úc.
Năm 1987 bà làm tour lưu diễn "Violetta" ở Hoa Kỳ và Canada. Suất ra mắt diễn ra ngày 14 tháng 9 ở Carnegie Hall, nơi bà được các khán thính giả đứng dậy vỗ tay hoan hô nồng nhiệt. Tại thành phố New York buổi hòa nhạc của bà đã bán hết vé. Villas cũng đã biểu diễn ở Las Vegas, Denver, Miami, Texas, Montreal và Chicago.

### Đời tư
Năm 1954, khi lên 16 tuổi, Villas đã kết hôn với trung úy Gospodarek nhưng chỉ 2 năm sau họ đã ly dị trong tháng 9 năm 1956. Cha mẹ bà đã ép buộc bà trong cuộc hôn nhân này, nhưng bà không thực sự yêu chồng. Khi ly dị họ có một con, Krzysztof Gospodarek; sau đó bà đi học âm nhạc ở Szczecin.

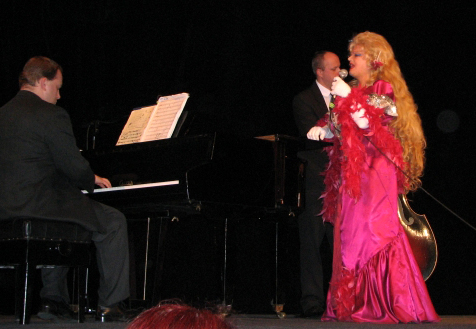
Violetta Villas biểu diễn độc tấu

Năm 1987 bà gặp một doanh nhân và nhà triệu phú người Mỹ gốc Ba Lan, Ted Kowalczyk, và kết hôn với ông ta ngày 6.1.1988 ở Chicago. Lễ cưới được tổ chức trong một phòng tiệc của tiệm ăn "Orbit".Năm 1988 họ ly dị. Ông chồng đã dành cho các phương tiện truyền thông nhiều cuộc phỏng vấn về cuộc hôn nhân của họ, nhưng bà nói trong một show truyền hình rằng "Tôi đã phạm một sai lầm, cái mà tôi tin rằng bền vững".

## Từ trần
Villas qua đời ngày 5.12.2011 ở Lewin Kłodzki thọ 73 tuổi.

## Các đặc điểm giọng hát
Violetta Villas là ca sĩ giọng nữ cao mà giọng có một âm vực đặc biệt và một tầm mức âm sắc rất lớn. Giọng của bà bao trùm suốt 5 quãng 8 (octaves) từ giọng baritone (giọng nam trung) giữa E2 tới soprano (giọng nữ cao) E7. Mức giọng tốt nhất của Villas là từ C4 tới C6. Trong các bài hát, bà cho thấy một khả năng đáng kể về phong cách có sức đồng hóa tự nhiên và gợi ra vô số giọng khác nhau. Villas có thể hát giọng nam trung (baritone), giọng nam cao (tenor), giọng nữ trầm (alto), giọng nữ trung (mezzo-soprano) và giọng nữ cao (soprano), một thuộc tính đặc thù trong số các ca sĩ nam nữ trong cả lãnh vực nhạc cổ điển và nhạc bình dân.

## Kịch
Trước khi Villas bắt đầu sự nghiệp kịch nghệ ở Ba Lan, bà đã trình diễn trong các show kịch thời sự quốc tế ở Pháp và Hoa Kỳ. Năm 1978 bà diễn xuất tại Nhà hát lớn ở Łódź trong show nhạc kịch Kochajmy się. Trong thập niên 1970 và 1980 Villas là ngôi sao của Nhà hát Siren ở Warszawa. Trong sự nghiệp sân khấu, Villas đã đóng nhiều vai, trong đó có vai Lygia trong vở The third programme (Trzeci program, 1979) và vai chính trong kịch thời sự "Violetta" (1986–1988). Năm 1986 bà trở lại sân khấu, diễn xuất trong vở "Violetta", với một dàn nhạc và đội múa ballet.. Sau năm 1988 bà không bao giờ trình diễn ở Nhà hát này.
Năm 1992, Villas diễn xuất trong vở nhạc kịch Hello, Dolly! ở Nhà hát Operetta Kraków. Trong thập niên 1990 bà diễn xuất ở Nhà hát Operetta Warszawa trong chương trình "The Violetta Villas Show" mà bà là tác giả.

## Danh mục đĩa hát

### Album phòng thu
- 1962 Rendez-vous with Violetta Villas
- 1966 Violetta Villas
- 1967 Violetta Villas (reedition)
- 1968 For you my darling
- 1968 About Love...
- 1977 There is no love without jealousy
- 1985 Las Vegas
- 1986 Violetta Villas (reedition)
- 1992 The most beautiful Christmas carols
- 1996 Daddy 2 guest star
- 1997 Christmas carols
- 1997 Villas sings Christmas carols
- 2001 When Jesus Christus was born...
- 2001 Violetta Villas (reedition)
- 2001 There is no love without jealousy (reedition)
- 2001 For you my darling (reedition)
- 2003 Valentine hits
- 2004 Christmas carols from heart
- 2008 To comfort the heart and warmth the soul
- 2009 The most beautiful Christmas carols (reedition)

### Album trực tiếp
- 1994 Dolly
- 1994 I am what I am (reedition)
- 1998 Dolly (reedition)
- 2006 I am what I am (reedition)

### Đĩa đơn
- 1961 I don't believe you
- 1961 Such a frost
- 1961 I don't make it
- 1961 For you my darling
- 1961 Red Marianna
- 1961 Secret
- 1962 Get married, Johny!
- 1962 Cuckoo clock
- 1962 It speak maracas
- 1962 Look straight into my eyes
- 1962 When Allah goes
- 1962 Ali alo
- 1963 Fan
- 1964 To you, mother
- 1964 Joseph
- 1964 The love begins with a smile
- 1964 There is a time for love
- 1964 Is not
- 1966 To you, mother
- 1978 For mum
- 1986 Mundial'86
- 1987 The pine from my dream
- 1987 Take me from Barcelona
- 1987 Everywhere you go
- 1987 The wild woman

### Đĩa rãnh mịn dễ uốn (Flexi disc)
- 1962 Do you like to dance?
- 1964 There is a time for love
- 1964 Forty chesnut-trees
- 1964 Recalling Masuria
- 1965 Mamma
- 1965 I will travel to you
- 1965 To you, mother
- 1968 It's raining in Zakopane
- 1970 I returned to you
- 1972 There is no love without jealousy
- 1974 To you, mother

### Compilation albums (Album tập hợp các bài từ album khác, đĩa khác)
- 1980 Old hits
- 1987 The greates hits
- 1992 For you my darling
- 1992 The best of
- 1995 Violetta Villas - gold hits
- 1996 Gold hits
- 1996 Only to you
- 1997 I am what I am
- 1998 Platinum collection
- 2000 Gold hits
- 2003 To you, mother
- 2003 Magic memories
- 2009 From the Polish Radio archive
- 2010 40 Violetta Villas songs
- and 46 VA-type compilations

## Danh mục phim
Phim
- 1969 How to commit marriage
- 1969 Heaven with a gun
- 1969 Paint your wagon
- 1970 The woodpecker
- 1983 Dream about Violetta
- 1989 Violetta Villas

Truyền hình
- 1963 Revue of the Polskie Nagrania
- 1964 Dancing Joe
- 1965 Roue de la chance
- 1966 Professor Tutka's club
- 1970 Violetta Villas sings
- 1975 The wedding
- 1977 Sentiments
- 1978 Good evening, it's Łódź!
- 1985 Summer Studio
- 1985 Beautiful and excellent
- 1988 Violetta
- 1993 Violetta Villas show - live at Warsaw Operetta
- 1995 Only to You
- 1996 Concert on a barge
- 1999 Violetta V. - live

## Danh sách tiết mục
1. Các liên hoan ca khúc - Sopot, Opole, Knokke-Heist, Basel vv... (1961–1964)
- Ave Maria no Morro
- For You My Darling
- Look Straight Into My Eyes
- Si señor
- The Time Will Come
- To You, Mother

2 "Roue de la chance", Nhà hát Fontaine ở Paris (1965)
- Ave Maria no Morro
- Look Straight Into my Eyes

3. "Grand music hall de Varsovie", Olympia ở Paris (1966)
- Ave Maria no Morro
- Hiroshima Mon Amour
- Look Straight Into my Eyes
- Non C'est Rien

4. "Casino de Paris", Dunes ở Las Vegas (1967–1969)
- Ave Maria no Morro
- C'est si bon
- Dark Eyes
- Et Maintenant
- Gounod's Ave Maria (Ave Maria của Gounod)
- Free Again
- Granada
- Hello, Dolly!
- I Will Wait for You
- L'amour Est Un Oiseau Rebelle
- Libiamo ne' Lieti Calici
- My Heart Belongs to Daddy
- Ne me quitte pas
- O sole mio
- Somewhere My Love
- Strangers in the night
- Un bel di, vedremo
- Under Paris Skies
- Under the Bridges of Paris
- This Is My Song
- Vissi d'arte
- What Now My Love

5. "Villas Revue", Congress Hall ở Warsaw (1968)
- Dark Eyes
- Hello, Dolly!
- L'amour Est Un Oiseau Rebelle
- Libiamo ne' Lieti Calici
- My Heart Belongs to Daddy
- Strangers in the Night
- This Is My Song

6. "Violetta", international concert tour started at Carnegie Hall in New York (1987–1988)
- Arias from Carmen
- Dark Eyes
- Granada
- Happiness (tiếng Ba Lan - Szczęście)
- If you go away
- Kiss me hotly (tiếng Ba Lan - Całuj gorąco)
- Mechanical doll (tiếng Ba Lan - Mechaniczna lalka)
- Strangers in the night
- Summertime
- Violetta

7. Nay Violetta Villas chỉ hát các ca khúc tiếng Ba Lan
- Bésame Mucho (bản tiếng Ba Lan)
- Całuj gorąco
- Do ciebie mamo
- Ja jestem już taka
- Ja śpiewam piosenki
- Jak w serenadzie
- Mechaniczna lalka
- Miłością znów żyję
- Pocałunek ognia
- Przyjdzie na to czas
- Szczęście
- W Lewinie koło Kudowy